# 45 км (зупинний пункт, Донецька залізниця)
45 кіломе́тр — пасажирська зупинна залізнична платформа Лиманської дирекції Донецької залізниці (до грудня 2014 р. Ясинуватська дирекція).
Розташована між с. Кремінна Балка та Новоселидівка, Покровський район, Донецької області на лінії Рутченкове — Покровськ між станціями Роя (13 км) та Цукуриха (3 км).
Через військову агресію Росії на сході України транспортне сполучення припинене.
Див. також: перегін 46 км — 45 км.